# Horstmarer See
Der Horstmarer See ist ein sich im Seepark Lünen befindlicher ca. neun Hektar großer See im Lüner Ortsteil Horstmar (nördlich von Dortmund). Er grenzt unmittelbar an den Datteln-Hamm-Kanal und liegt auf dem Gebiet der ehemaligen Landesgartenschau Lünen.
Er wird normalerweise nicht vom Datteln-Hamm-Kanal gespeist, es ist allerdings ein Zugang vorhanden, der bei zu großem Wasserverlust geöffnet werden kann.
Der See entstand aus einem ehemaligen Bergsenkungsgebiet und landwirtschaftlicher Nutzfläche und wurde 1996 für die Landesgartenschau renaturiert bzw. angelegt.  Er befindet sich in unmittelbarer Nähe zum Preußenhafen und zum Schloss Schwansbell.

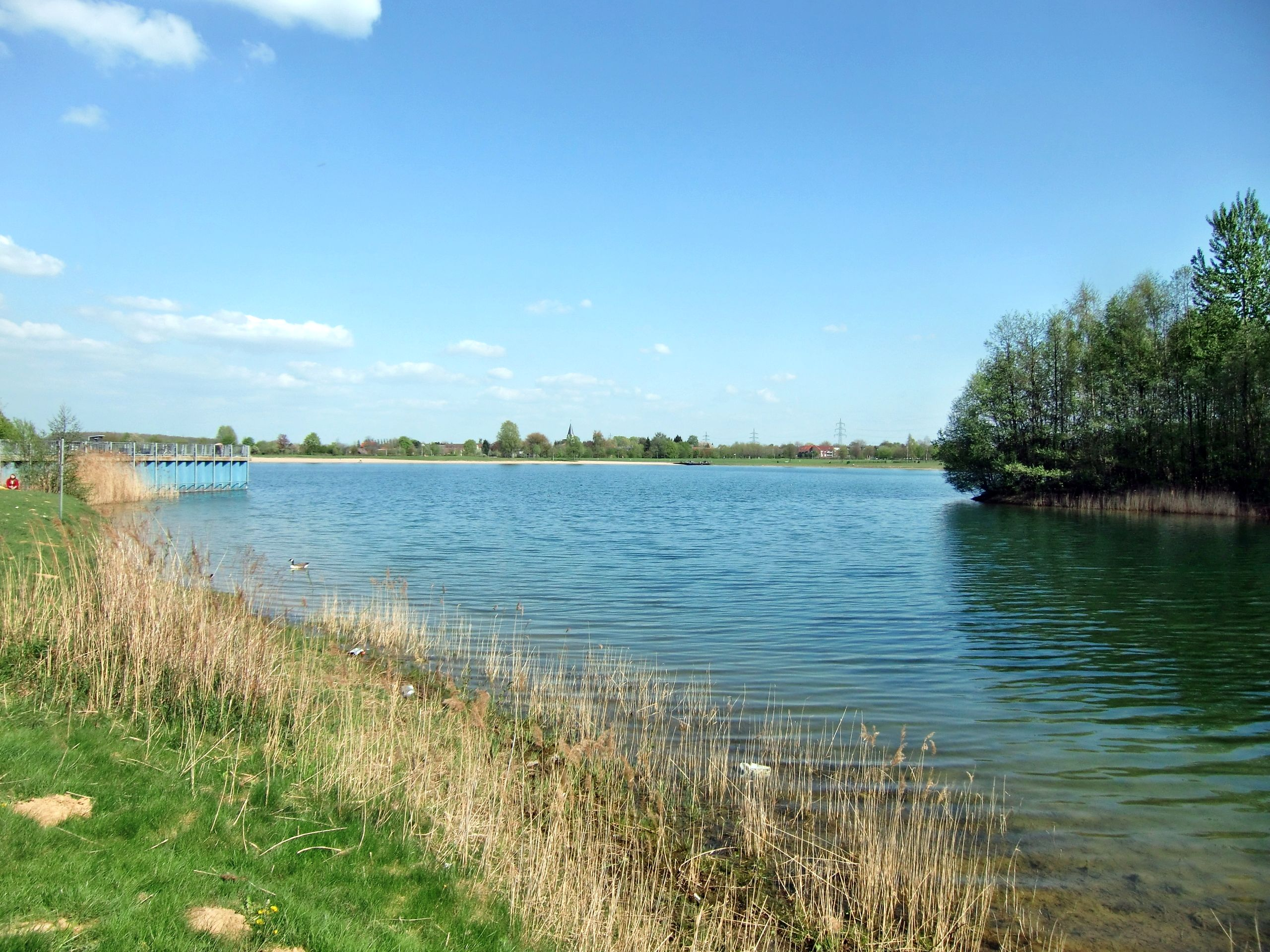
Der Horstmarer See vom Westen